# 裴瓒 (西晋)
裴瓒（？—291年4月23日），字国宝，河东郡闻喜县（今山西省运城市闻喜县）人，出自河东裴氏定著五房之一的西眷裴，西晋官员。

## 生平
裴瓒才气豪爽秀俊，官至中书郎，和堂弟裴遐都有很大的名声。裴瓒风采神态超逸，出入皇宫的禁门，见到他的人都肃然起敬改变神色。裴瓒特别受到王绥的器重，王绥经常跟随裴瓒行游。王绥的父亲王戎对王绥说：“裴瓒当初不来，你却多次前往找他，为什么？”王绥回答说：“裴瓒虽然不了解王绥，王绥自己了解裴瓒。”元康元年三月辛卯（291年4月23日），杨骏被诛杀，裴瓒作为杨骏的女婿也被乱兵害死。

## 其他
河东裴氏与琅邪王氏两家在曹魏西晋时期兴盛，当时的人以八裴比拟八王，裴瓒比拟王敦。

## 家庭

### 祖父
- 裴徽，曹魏冀州刺史

### 父母
- 裴楷，西晋侍中、中书令、光禄大夫、开府仪同三司、临海元侯
- 太原王氏，西晋司徒、录尚书事、京陵元公王浑之女[7]

### 兄弟
- 裴舆，西晋散骑侍郎、临海简侯
- 裴宪，后赵右光祿大夫、司徒、太傅、安定郡公
- 裴礼
- 裴逊

### 夫人
- 弘农杨氏，西晋太傅、大都督、假黄钺、临晋侯杨骏之女[8]